# Číslo popisné

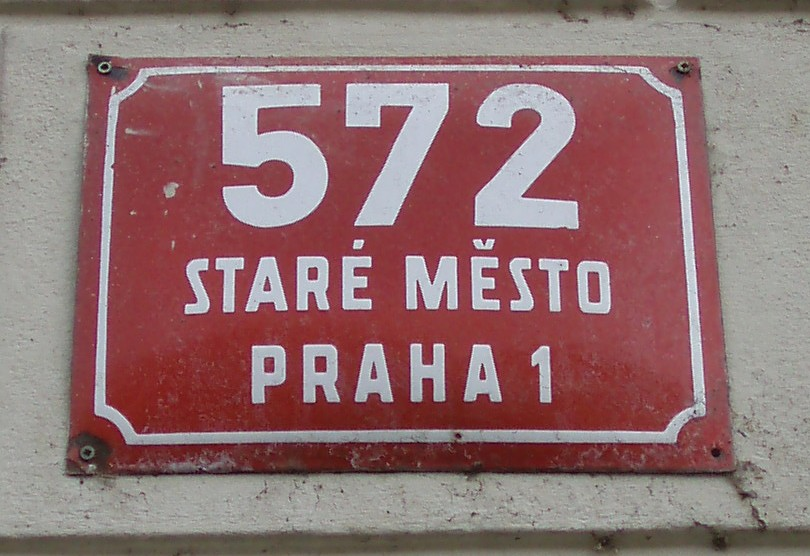
Číslo popisné v Praze. Toto číslo je na tabulce ještě doplněné o evidenční část obce (Staré Město) a obvod (Praha 1)

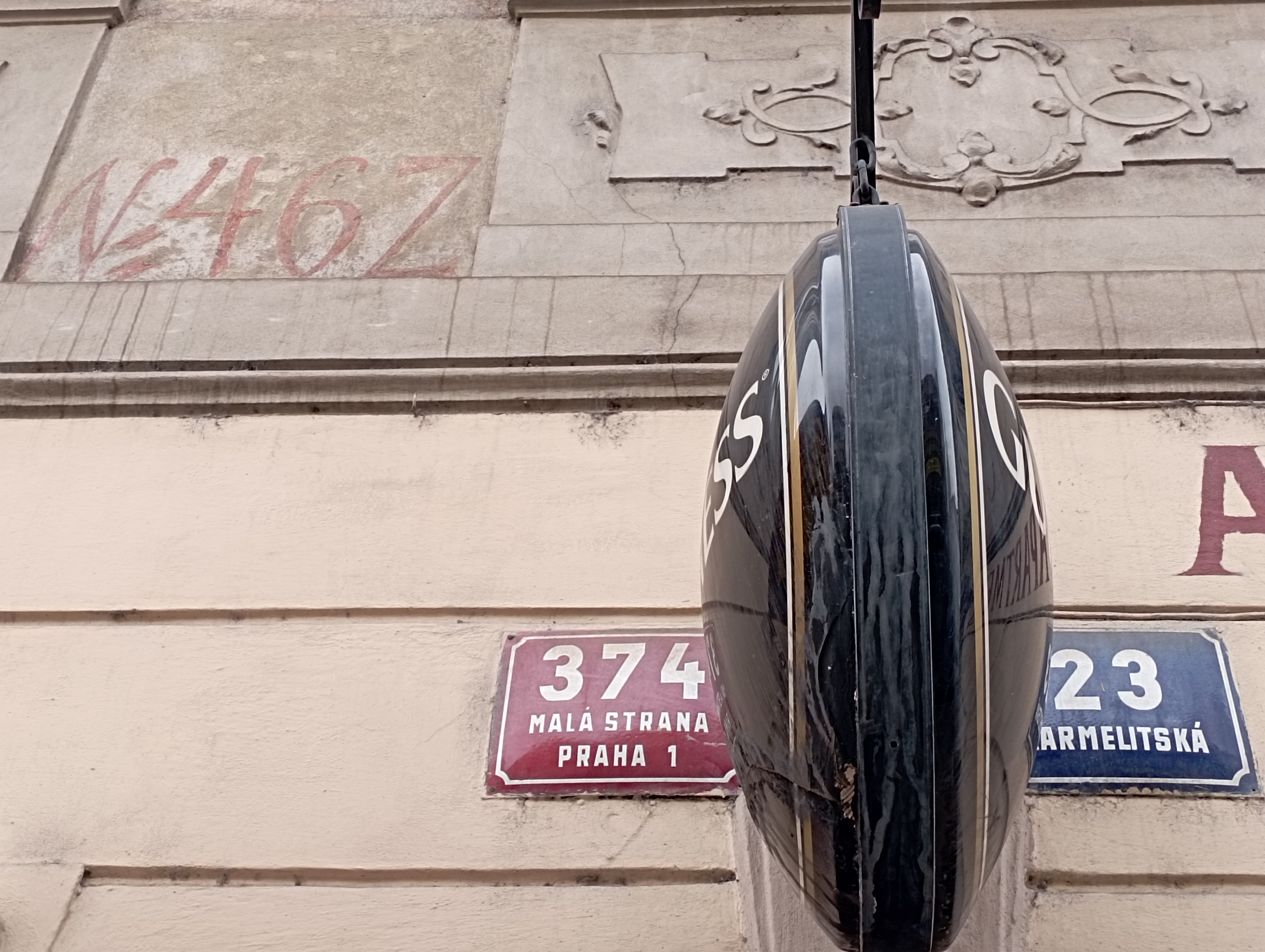
Staré a nové číslo popisné a číslo orientační (Praha, Malá Strana)

Číslo popisné (zkratka č. p. nebo také čp., je v České republice územně prostorový číselný identifikátor budovy, který je v dané části obce unikátní. Na Slovensku se obdobné číslo nazývá súpisné, v Rakousku konskripční (Konskriptionsnummer, dříve též Conscriptionsnummer). Řada čísel popisných odpovídá části obce, tedy evidenční územní jednotce zřizované podle zákona o obcích, která mnohdy zcela nebo přibližně odpovídá katastrálnímu území, někdy však může být evidenční členění obce s členěním katastrálním neskladebné. V České republice jsou čísla popisná typem čísla domovního, přičemž zákon o obcích stanoví, jakým budovám se přidělují čísla popisná, jakým místo toho čísla evidenční a jakým budovám se domovní číslo nepřiděluje. V některých obcích nebo částech obce s pojmenovanými ulicemi se navíc přidělují čísla orientační, která však z hlediska terminologie nejsou čísly domovními, avšak vymezují spolu s názvem ulice a s domovním číslem adresní místo.

## Historie

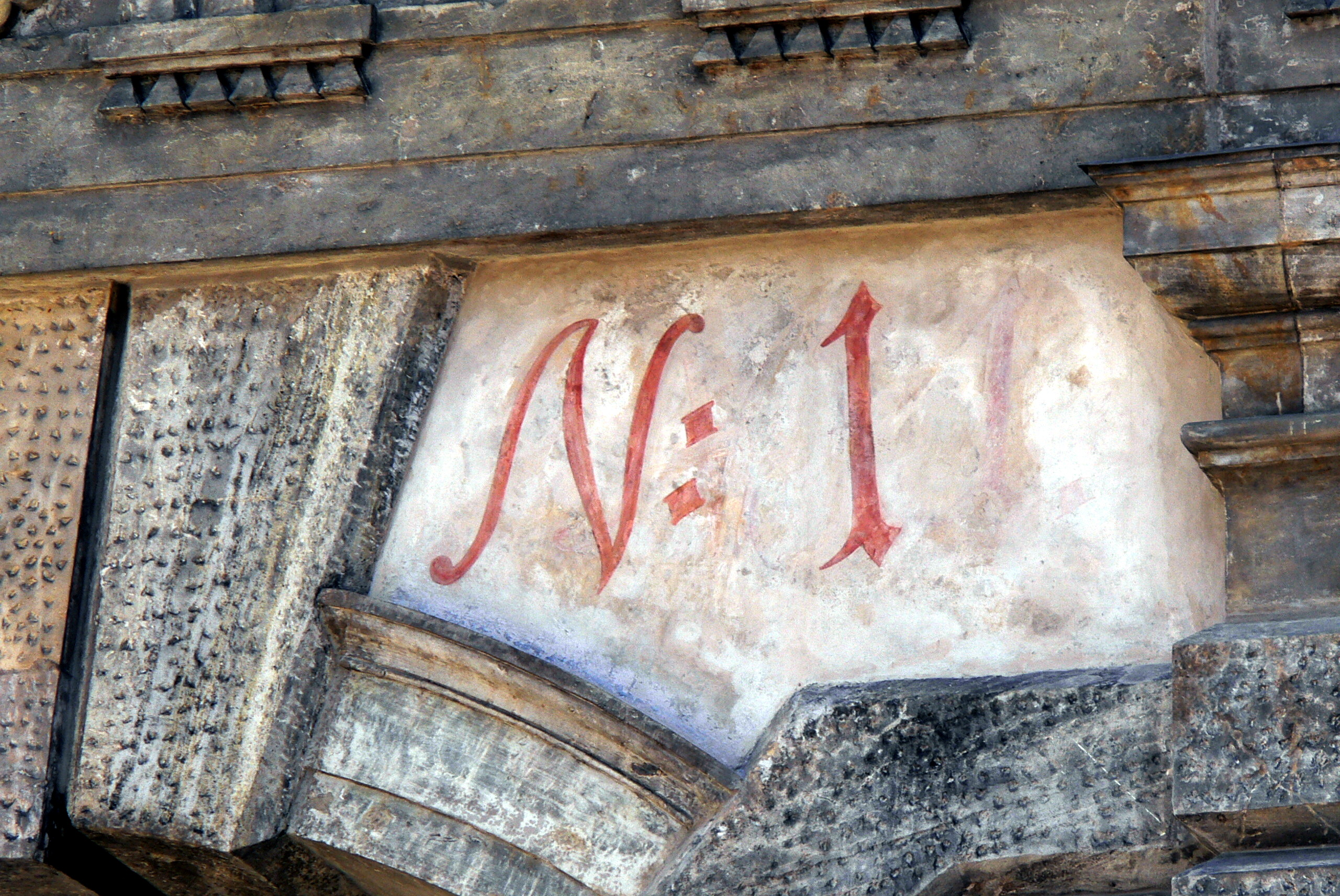
Číslo 1 na Matyášově bráně Pražského hradu

Číslování domů bylo uzákoněno v době vlády Marie Terezie v únoru 1770 a ve většině obcí proběhlo od podzimu 1770 do roku 1771. Zpočátku nemělo charakter trvalého označení, ale pořadového čísla v konkrétním soupise, třebaže dům byl číslem až do dalšího přečíslování „popsán“ křídou na vrata či dveře. Číslování se provádělo s pomocí vojska v přirozeném sledu tak, jak lze obec postupně projít, obvykle po směru chodu hodinových ručiček. Začínalo obvykle nejdůležitější, zpravidla veřejnou budovou (panské sídlo, fara, rychta, nejbohatší usedlost). U obcí ležících podél silnice číslování obvykle začínalo prvním domem po pravé straně vesnice ze strany, kterou přijíždí vrchnost, po opačné straně se pak vracelo. Domovní čísla bývala napsána na dřevěné, plechové, popř. keramické tabulce, vytažena v omítce nebo provedena štukem. Ve vesnicích většinou od té doby číslování již nebylo měněno, takže okruh čísel z roku 1770 i sled čísel přidělených po roce 1770 poskytuje dobrou informaci o postupu vývoje obce. Ve městech byly většinou budovy od té doby několikrát přečíslovány. První vlna přečíslování proběhla v letech 1805–1815.
Židovské domy byly v původním číslování po roce 1770 označovány v samostatné číselné řadě římskými čísly. Tento separační znak přetrval déle než většina ostatních separačních nařízení, například v Turnově se udrželo až do roku 1875 a zrušeno bylo patrně v souvislosti se zaváděním nových pozemkových knih. V Rožmberku nad Vltavou byla údajně římská čísla nahrazena až ve 20. století. V Blovicích byla římská čísla na arabská přečíslována postupně, některá římská vydržela také až do začátku 20. století. V Kardašově Řečici mělo římská čísla nejen deset domů v židovském ghettu, ale i tři domy mimo ghetto, které patřily židům.
Každá budova se označuje buď číslem popisným, jde-li o stavbu trvalého charakteru, nebo číslem evidenčním (v jiné číselné řadě), jde-li o stavbu dočasného nebo rekreačního charakteru. Číslo přiděluje obec rozhodnutím, tabulku s číslem je povinen umístit na své náklady vlastník budovy. Tato čísla se přidělují postupně v rámci části obce, ale v některých případech se novodobá čísla popisná přidělují jednotně v rámci celé obce (například v Jablonci nad Nisou) nebo se významným budovám (například školám) vyhrazují snadno zapamatovatelná kulatá čísla. Kostely, kaple a neobývané věže se již od dob Marie Terezie nečíslují.
Od 60. let 19. století byla v některých městech zavedena čísla přidělovaná podle ulic. Zpočátku se měla používat podobně jako čísla popisná, tj. nejprve byly domy očíslovány v souvislé řadě, ale nově přistavěným domům v ulici byla pak přidělována chronologicky bez ohledu na polohu domu v ulici, tj. každá ulice byla de facto samostatnou konskripční osadou. Postupem času se však prosadilo orientační pojetí těchto čísel, tj. dodržování posloupnosti, a číslům podle ulic se začalo říkat „orientační“. V případě vestavění nového domu mezi již očíslované domy to znamenalo buď přečíslovat domy v celé ulici, nebo pro vložené domy použít číslo sousedního domu s rozlišovacím písmenným indexem.  
Zavedením pozemkových knih roku 1884 se popisná čísla stabilizovala a orientační zůstala užívána ve městech souběžně. Pokud se v adrese uvádí zároveň popisné i orientační číslo, aktuální standard je uvádět je oddělená lomítkem, přičemž popisné se uvádí jako první, orientační jako druhé, lze se však setkat i s opačným pořadím. Existuje mnoho způsobů psaní adresy (např. v občanských průkazech se v minulosti orientační číslo uvádělo u názvu ulice a popisné číslo u názvu obce nebo místní části; obvyklé je také uvádět pouze jedno z těchto čísel, i když jsou domu přidělena obě).
V předválečných dokumentech a literatuře se často za popisné číslo připojovalo římské číslo pro rozlišení místní části, například viz první tři adresy na policejní pobytové přihlášce rodiny Kafkovy: 27/I (kde I znamená Staré Město), 802/II (II = Nové Město) a 187/V (V = Josefov). Římskými čísly byly označeny nejen čtvrti ve městech, ale i vesnice či osady ve vesnických obcích. Dnes se používá popisné číslo ve spojení s názvem evidenční části obce.
Novodobě upravil číslování domů v Československu zákon č. 36/1960, o územním členění státu, který v § 16 odst. 2 na okraj zmocňuje ministerstvo vnitra k vydání předpisů o číslování domů. Takový předpis však nevydalo ministerstvo vnitra, které k tomu bylo zmocněno, ale Ústřední úřad pro věci národních výborů, a to ve formě vyhlášky 97/1961 Sb., o názvech obcí, označování ulic a číslování domů, s účinností dnem vyhlášení (22. září 1961). Zákon ani provádějící vyhláška neobsahují ve vztahu k této tematice žádná zrušovací ani přechodná ustanovení ani nijak neodkazují na dosavadní způsoby číslování. K vyhlášce vydal úřad ještě metodické směrnice (poř. č. 33/1961 Sbírky směrnic pro národní výbory). Vyhláška z roku 1961 byla zrušena až vyhláškou č. 326/2000 Sb., „o způsobu označování ulic a ostatních veřejných prostranství názvy, o způsobu použití a umístění čísel k označení budov, o náležitostech ohlášení o přečíslování budov a o postupu a oznamování přidělení čísel a dokladech potřebných k přidělení čísel“, vydanou na základě nového zákona o obcích a zákona o hl. m. Praze.
Na Slovensku byla československá vyhláška č. 97/1961 Sb. nahrazena vyhláškou ministerstva vnitra Slovenské socialistické republiky č. 93/1970 Sb., o určovaní názvov obcí a ich častí, ulíc a iných verejných priestranstiev a o číslovaní budov. Tato vyhláška přejmenovala popisné číslo na súpisné číslo, zásady pro číslování v ní byly upraveny podrobněji než v dosavadní československé vyhlášce a jednotně byly stanoveny rozměry i barvy tabulek pro všechny tři typy čísel: soupisné číslo černě na bílém podkladu, orientační červeně na bílém podkladu a evidenční bíle na modrém podkladu, včetně grafických vzorů v příloze. Pro orientační čísla tato slovenská vyhláška na rozdíl od československé i pozdějších českých explicitně popsala i metodu číslování. Tuto vyhlášku nahradil zákon Slovenské národní rady č. 517/1990 Sb., o územním a správním členění Slovenské republiky, účinný od 19. prosince 1990, který je obdobný dosavadní úpravě, ale již nepočítá s existencí evidenčních čísel. Zajímavé je, že podle něj náklady na vyznačení popisných čísel nesla obec, ale náklady na vyznačení orientačních čísel nesl majitel nemovitosti.

## Přidělování čísel
V České republice přiděluje popisná čísla obec podle § 31 zákona o obcích.
Domovní číslo (popisné nebo evidenční) podle zákona o obcích přiděluje obec na základě písemné výzvy stavebního úřadu nebo na základě písemné žádosti vlastníka budovy, jejíž přílohou je geometrický plán a doklad, který osvědčuje, že budova byla uvedena do užívání (může jít přitom i o povolení k předčasnému užívání). Přílohy se nevyžadují, dochází-li na základě žádosti vlastníka budovy k přečíslování budovy již zapsané v katastru nemovitostí nebo jde-li o budovy, které nepodléhají stavebnímu povolení ani ohlášení. Je-li u nově vzniklé stavby povoleno předčasné užívání, o přidělení domovního čísla nežádá vlastník, ale příslušnou obec k přidělení čísla písemně vyzve stavební úřad. Stavbě ve zkušebním provozu se ale čísla nepřidělují. Stavební úřad může vyzvat obec k přidělení domovního čísla poté, co je mu předložena žádost stavebníka o vydání kolaudačního souhlasu. Pokud skončí časová platnost povolení k předčasnému užívání stavby, číslo se stavbě neodebírá, pokud stavba nezanikla.
Samostatnými domovními čísly se neoznačují:
- příslušenství budovy, která jsou součástí jednoho celku (přitom nemusí rozhodovat vzdálenost, například reléový domek vzdálený několik kilometrů od nádražní budovy může být považován za její příslušenství)
- stavby pro chovatelství o jednom nadzemním podlaží o zastavěné ploše do 16 m² a do 5 metrů výšky
- zimní zahrady o jednom nadzemním podlaží a skleníky do 40 m² a do 5 metrů výšky
- přístřešky o jednom nadzemním podlaží, které slouží veřejné dopravě, a jiné veřejně přístupné přístřešky do 40 m² a do 4 metrů výšky

Evidenční číslo se místo čísla popisného přiděluje:
- stavbám pro rodinnou rekreaci
- stavbám dočasným
- budovám, které nevyžadují stavební povolení ani ohlášení stavebnímu úřadu (pokud podléhají přidělení domovního čísla), například garáži, která je hlavní stavbou a přitom má výměru do 25 m².

Zákon o obcích odkazuje na definici budovy v zákoně o oceňování majetku, 151/1997 Sb. Podle něj se budovami rozumí stavby prostorově soustředěné a navenek převážně uzavřené obvodovými stěnami a střešními konstrukcemi, s jedním nebo více ohraničenými užitkovými prostory. Obdobná definice budovy je v zákoně o katastru nemovitostí (256/2013 Sb.), podle kterého se budovou rozumí nadzemní stavba spojená se zemí pevným základem, která je prostorově soustředěna a navenek převážně uzavřena obvodovými stěnami a střešní konstrukcí. Z toho důvodu se domovní čísla nepřidělují například podchodům, tunelům, podzemním a často ani polopodzemním vestibulům stanic metra, třebaže se v těchto prostorách mohou nacházet prodejny, kanceláře, provozovny atd.
V Praze je úprava podle Zákona o hlavním městě Praze č. 131/2000 Sb. obdobná, ale územní jednotkou pro číslování není urbanistický obvod, ale katastrální území.
Mobilní domy se podle stavebního zákona považují za výrobky, které plní funkci stavby, a podle stavebního zákona jsou považovány za stavby, ovšem na ně ani na jejich základové konstrukce se nevztahuje povinnost stavebního povolení ani ohlášení. Proto se jim přiděluje číslo evidenční, jsou-li hlavní stavbou. Je-li však takový výrobek spojen se zemí pevným základem, stává se nemovitostí a lze mu přidělit číslo popisné. Ve sporných případech o tom může rozhodnout pouze stavební úřad, nikoliv obec, které přísluší přidělování domovních čísel. Maringotce na kolech nebo obytnému kontejneru však podle metodického výkladu MV ČR číslo přidělit „logicky nelze“. V případě hausbótu je rozhodující, jestli má nějaké základové konstrukce spojené se zemí.
V případě nových staveb lze podle prováděcí vyhlášky (326/2000 Sb.) přidělit jednomu stavebnímu objektu pouze jedno číslo domovní (popisné nebo evidenční), avšak jsou-li v obci přidělována čísla orientační, jednotlivé vchody či části objektu lze odlišit adresami s různými čísly orientačními. V případě dvojdomů, blokových staveb a podobně je rozhodující, zda má celý dvojdomek, blok apod. jeden list vlastnictví, nebo zda každá část má samostatný list vlastnictví. V obci nebo místě, kde není zavedeno pojmenování ulic, lze u jedné budovy přístupné z více ulic rozlišit adresy (vchody) názvem ulice.
Spojí-li se více budov stavebně v jednu (nebo stane-li se některá budova příslušenstvím jiné budovy), jsou jim ponechána stávající domovní čísla až do rozhodnutí obce o přečíslování budov. Lhůta pro takové přečíslování není stanovena, avšak pokud se nějaké přečíslování v rámci obce nebo části obce koná, pak do něj taková budova musí být zařazena. V případě přečíslování sloučených budov je obvykle budově jedno z původních čísel ponecháno a ostatní zrušena. Jsou-li některá čísla takto zrušena jako nadbytečná, nepovažuje se to za přečíslování ve smyslu zákona.
Přečíslování budov se podle zákona o obcích provádí jen výjimečně, jsou-li pro to vážné důvody. Tento pojem zákon blíže nedefinuje. Metodický pokyn za ně považuje například sjednocení řady čísel popisných nebo evidenčních v rámci části obce, úpravy čísel při změnách hranic částí obce, odstranění duplicit atd. Při zániku budovy se přidělené domovní číslo (popisné nebo evidenční) podle zákona o obcích ruší a nelze jej již nikdy znovu přidělit jiné budově, a to ani je-li postavena na stejném místě. Přidělit znovu již použitá čísla se nyní nesmí ani při rozsáhlejším či plošném přečíslování domů v obci. V minulosti ovšem toto pravidlo neplatilo a popisná čísla se mnohdy recyklovala, zejména v 19. století před zavedením orientačních čísel. Odebrané popisné číslo lze ovšem znovu přidělit stejné budově, které již v minulosti patřilo, například je-li změněn účel užívání z rekreačního zpět na obytný nebo bylo-li původně číslo zrušeno z důvodu neuskutečněné demolice.
Stanovené postupy se týkají nově postavených budov. Budově postavené před účinností nynější právní úpravy (resp. již zapsané do katastru) nelze domovní číslo přidělit, pokud o to vlastník nepožádá.
Pokud bylo domovní číslo přiděleno v rozporu se zákonem, má je obec z moci úřední zrušit i bez žádosti vlastníka. Zrušení čísla však je rozhodnutím ve správním řízení, zatímco přidělení čísla se považuje pouze za technickoevidenční akt, který se za správní řízení nepovažuje.
Podle § 5 vyhlášky č. 326/2000 Sb. se pro popisná, evidenční a orientační čísla užívá arabských číslic a čísla se přidělují v rozmezí 1 až 9999, u čísel popisných a evidenčních bez jakýchkoliv dodatků. Obvykle se přidělují vzestupně v souvislé číselné posloupnosti, v některých případech však byl pro některou část použit samostatný úsek číselné řady nebo byla některá čísla přidělena mimo číselné pořadí, v některých městech bylo obvyklé významným veřejným budovám přidělovat přednostně kulatá popisná čísla mimo pořadí apod. 
Nejvyšším přípustným popisným číslem je 9999, adresu s tímto číslem uvádějí Mapy.cz v brněnské části Řečkovice,[nedostupný zdroj]  avšak RÚIAN takovou adresu neeviduje a daný stavební objekt eviduje bez domovního čísla. Popisná a evidenční čísla od konce číselné řady jsou však mnohdy registrována oficiálně - čp. 9999 je přiděleno například v pražské části Čakovice (jihovýchodně od křižovatky Jizerská – Oderská, bez přiřazení k ulici a bez přidělení čísla orientačního),[zdroj⁠?!] podobně v pražské části Krč je přiděleno čp. 9996 domu, kterému by dle polohy měla příslušet adresa Paprsková čo. 5, ale oficiálně opět není ulice ani orientační číslo k adrese přiřazeno. V pražské části Podolí je předěleno čp. 9995 domu v ulici Pod Klaudiánkou mezi čo. 3a a 5, opět bez přiřazení ulice a orientačního čísla. Ve zlínské části Kudlov je evidována adresa Zelená čp. 9992, v části Kudlov je však toto popisné číslo přiděleno zcela mimo souvislou číselnou řadu, která dosahuje k číslu 796, dále jsou zde mimo souvislou řadu přidělena ještě čísla 5226–5229. Souvislou řadou čísel dosahuje nejvyšších čísel část Zlín města Zlína, kde v polovině února 2023 dosahuje čísla 7263.

## Provedení a umístění
Tabulky s čísly se umisťují viditelně. Číslo orientační (je-li přiděleno) má být podle vyhlášky ministerstva vnitra umístěno vždy pod číslem popisným. Označení popisných, orientačních a evidenčních čísel se podle vyhlášky má barevně lišit. Celostátně nejsou barvy stanoveny, jednotnou podobu pro své území mají podle Zákona o obcích (§ 32 odst. 1) stanovit obecní úřady (tj. v přenesené působnosti státní správy, tedy nařízením), Praze obdobnou kompetenci Zákon o hlavním městě Praze nesvěřuje. Mnoho obcí však žádné takové nařízení nikdy nevydalo. Metodické doporučení ministerstva vnitra k činnosti územních samosprávných celků výslovně zmiňuje, že způsob, jakým má obecní úřad určit barvu a provedení čísel, zákon nestanoví, a za nejvhodnější postup považuje, že obecní úřad sdělí barvu a provedení čísel v dokladu o přidělení čísla, a to buď slovním popisem, nebo grafickým vzorem (nákresem). Doporučení se nezabývá otázkou, jakou formou má být přijato rozhodnutí, ze kterého by mělo takové sdělení vycházet.
V Praze se popisná čísla tradičně označují bílými číslicemi na červené tabulce a orientační čísla bílými na modré; evidenční čísla rekreačních staveb jsou černá na žluté tabulce, nouzových staveb zelená. Od roku 2000 to však žádný předpis nenařizuje, protože městská vyhláška 1/1960 již pozbyla platnosti. V Brně jsou popisná čísla bílá na černém podkladě, v Ostravě jsou bílá na modrém podkladě, v Plzni jsou červená na bílém podkladě.
Na tabulce s číslem popisným jsou někdy uvedeny další údaje. V některých obcích je zvykem uvádět na tabulce i název obce nebo části obce, v Praze nejčastěji název evidenční části a obvodu. Jsou však i obce, v nichž provedení čísla je na každém domě individuální, používána bývají čísla plastická a reliéfní, keramická, malovaná či lepená na fasádě nebo na skle dveří a mnohá další provedení.

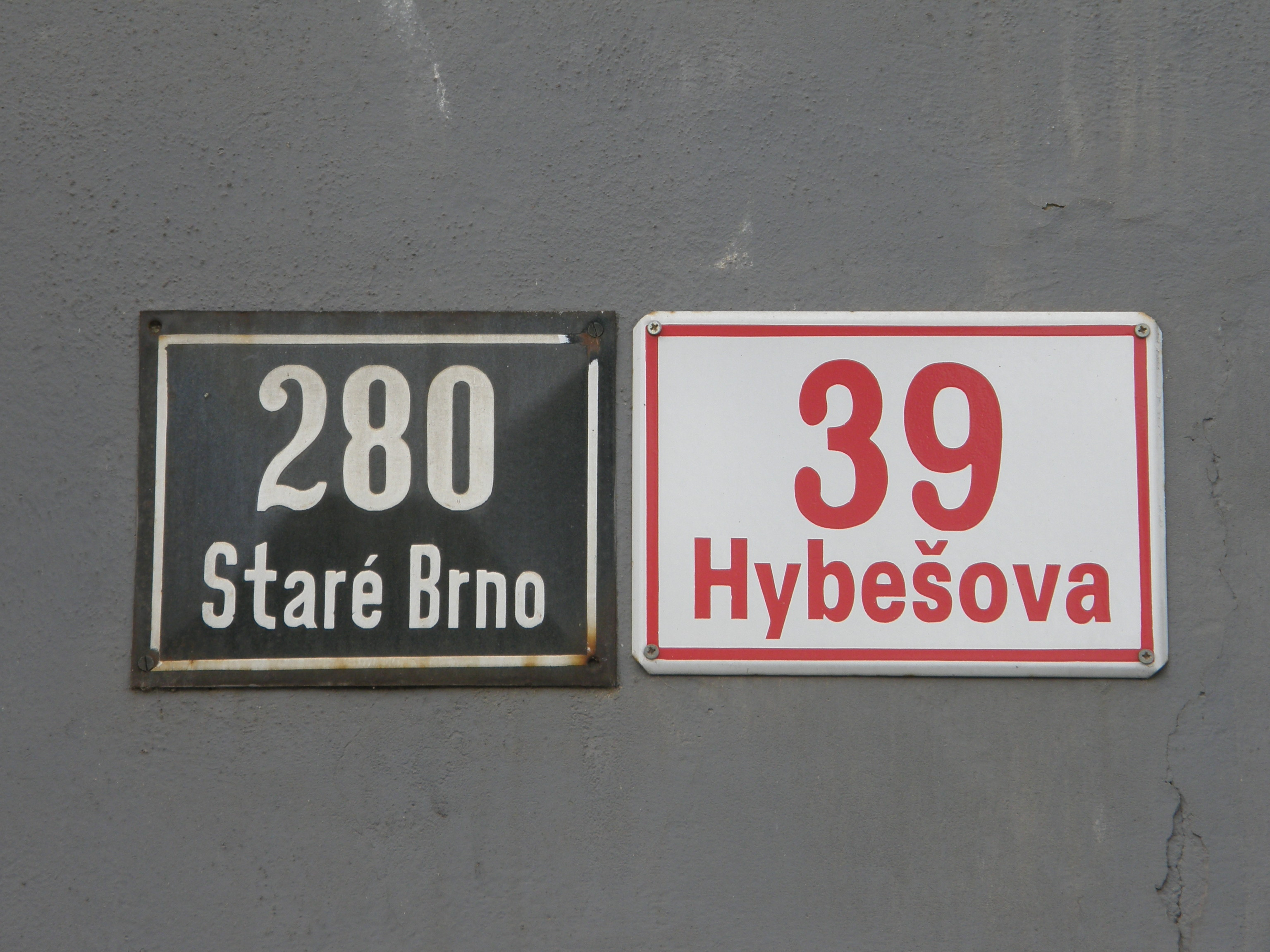
Typické provedení popisného a orientačního čísla v Brně
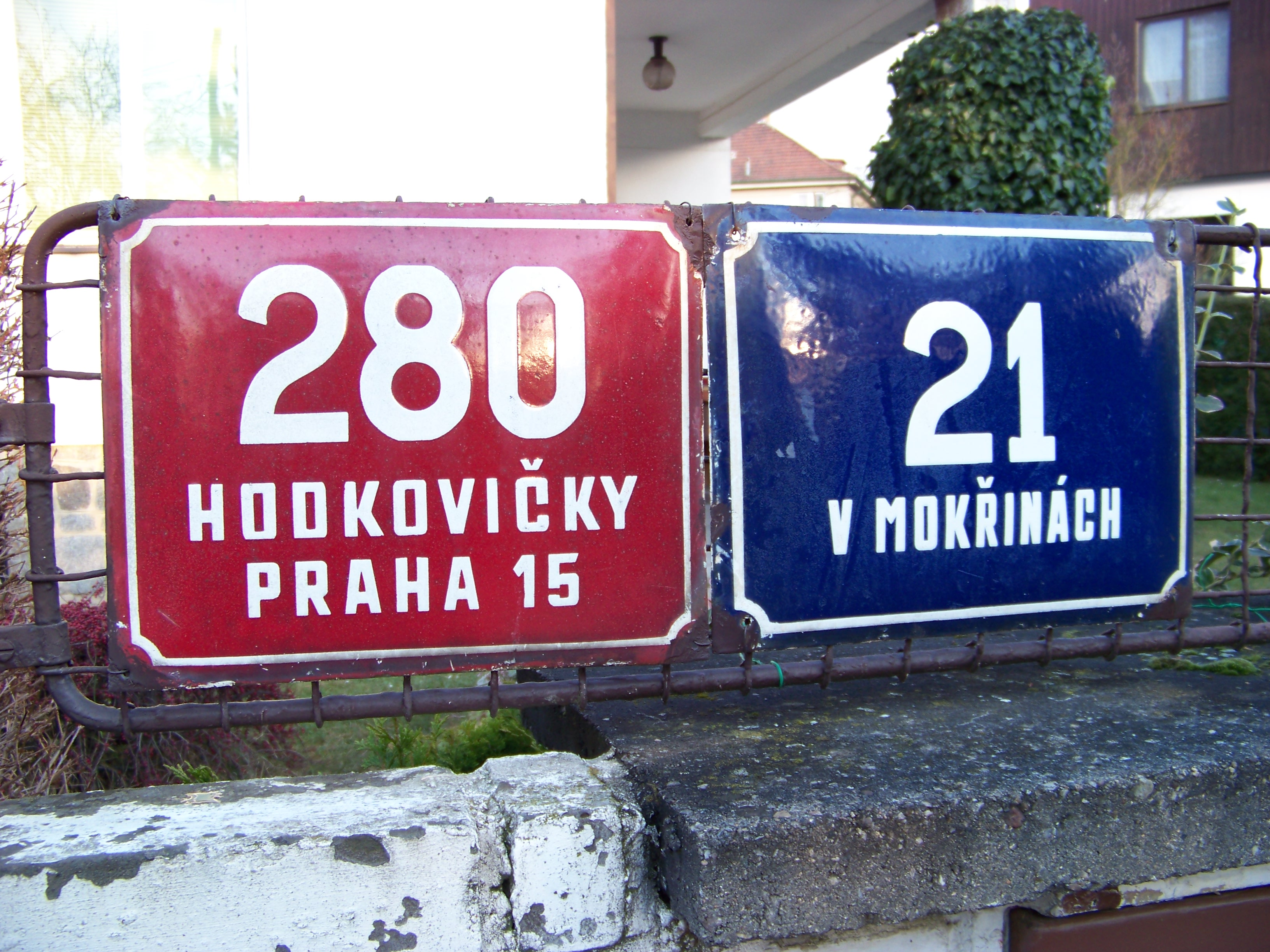
Typické značení popisného a orientačního čísla z 50. let 20. století v Praze
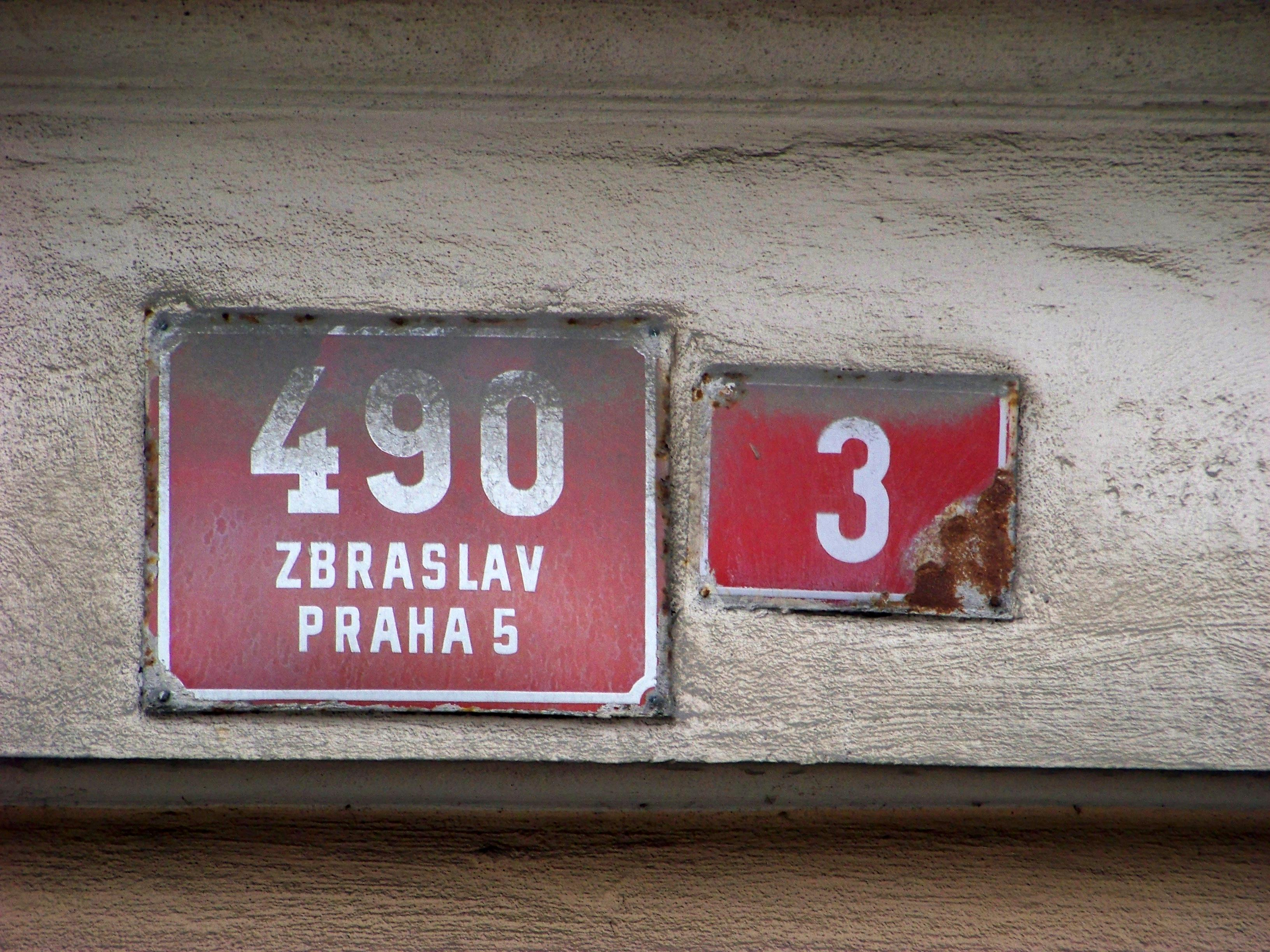
V Praze-Zbraslavi mají popisná čísla přidělená po připojení k Praze stejnou barvu jako dnes již neplatná orientační čísla užívaná v době, kdy Zbraslav byla samostatným městem – jinak jsou v Praze orientační čísla s modrým pozadím
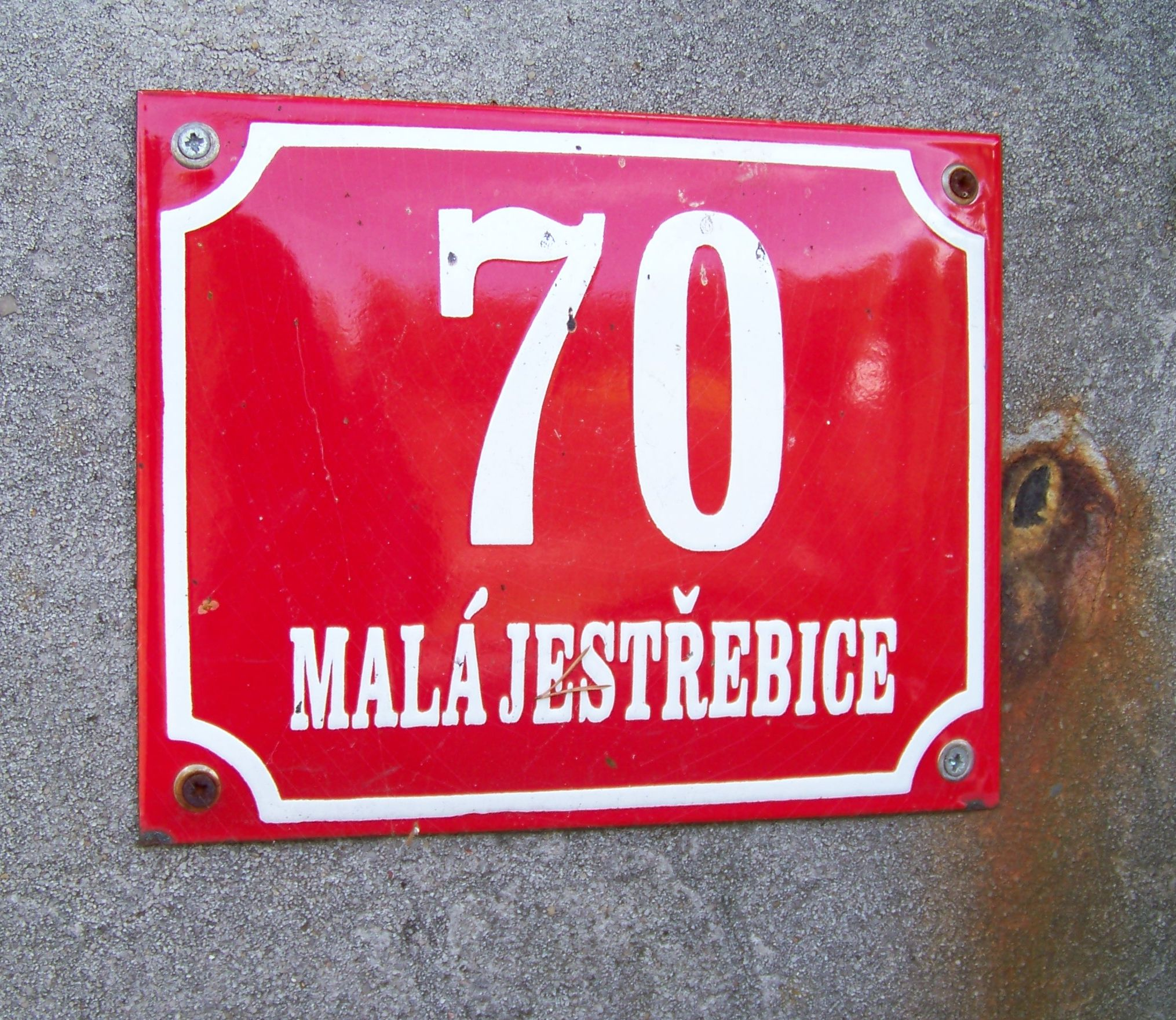
Číslo popisné v části Jestřebice obce Dobřeň
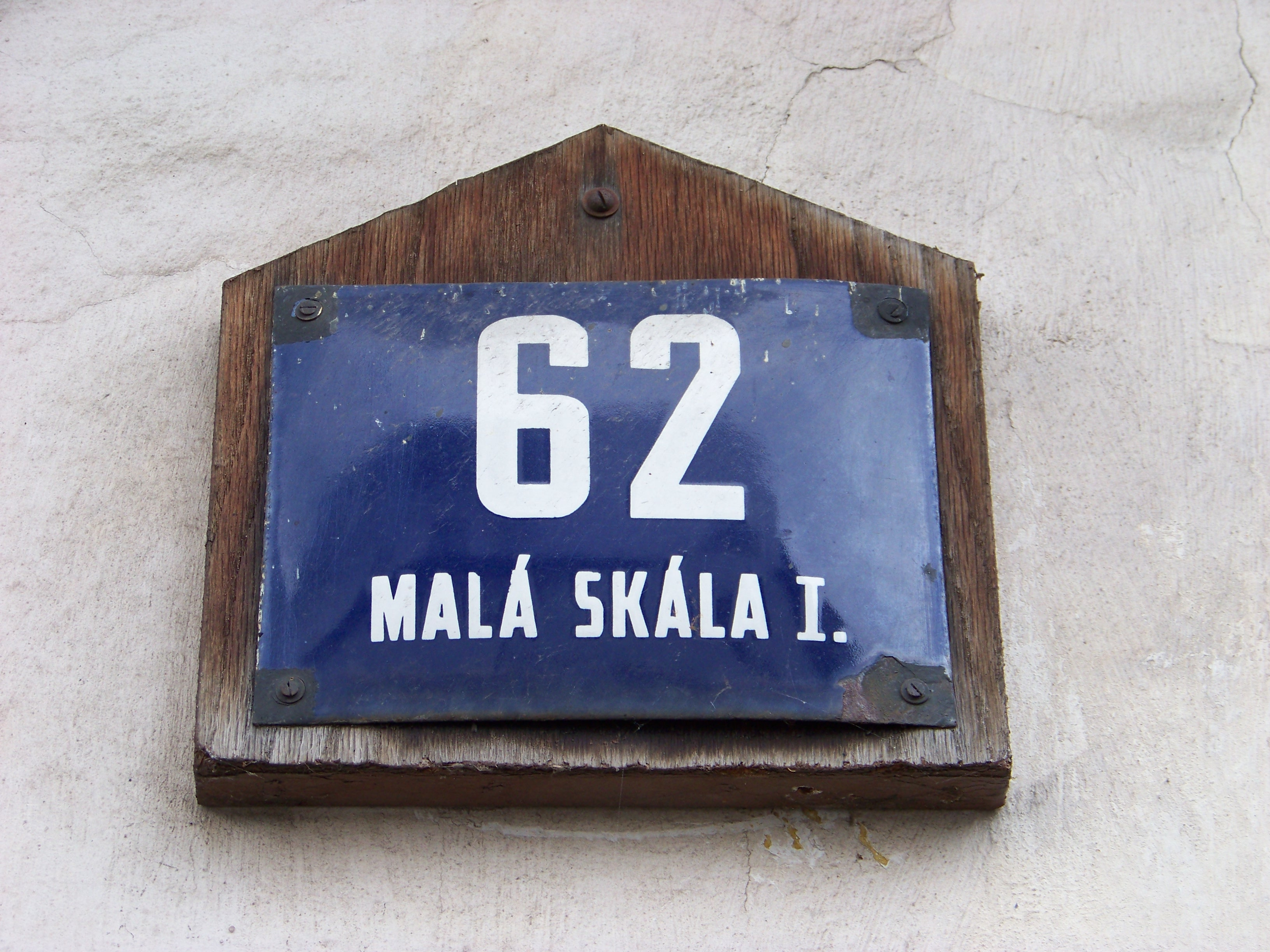
Číslo popisné v Malé Skále obsahující i neformální číslo části obce Vranové 1. díl
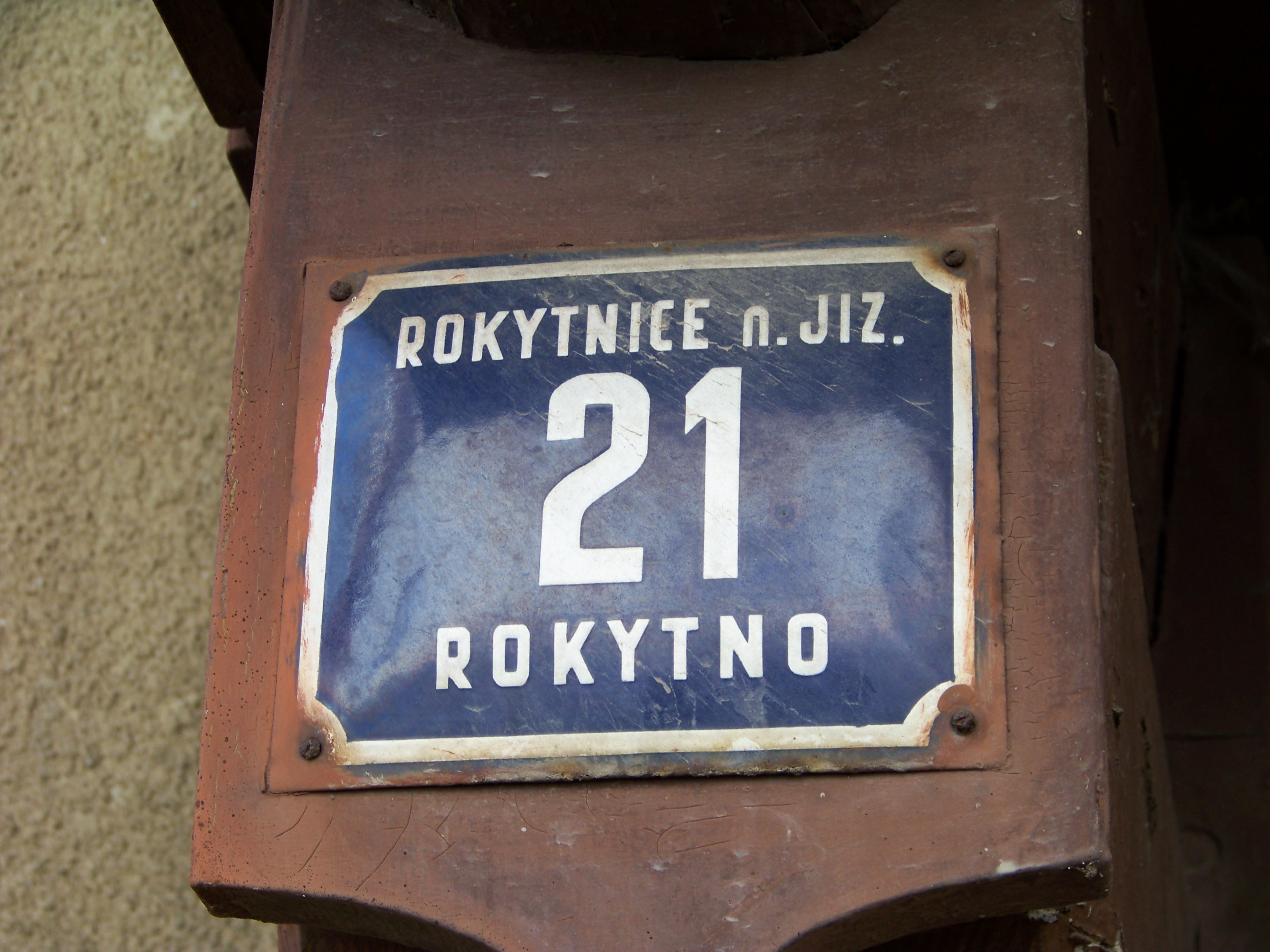
Číslo popisné s uvedením části Rokytno i města Rokytnice nad Jizerou
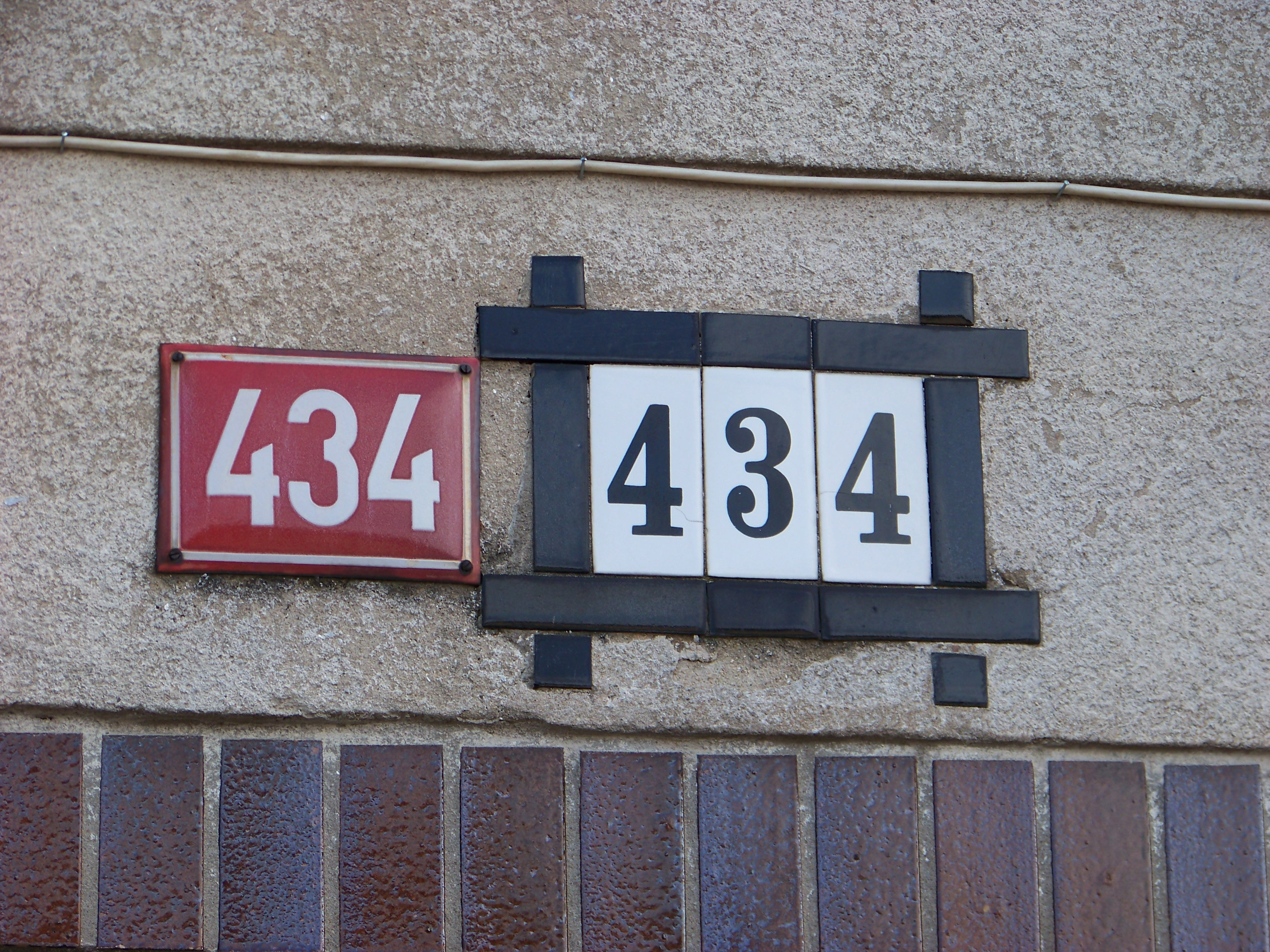
Dvě provedení popisného čísla v Kostelci nad Černými lesy
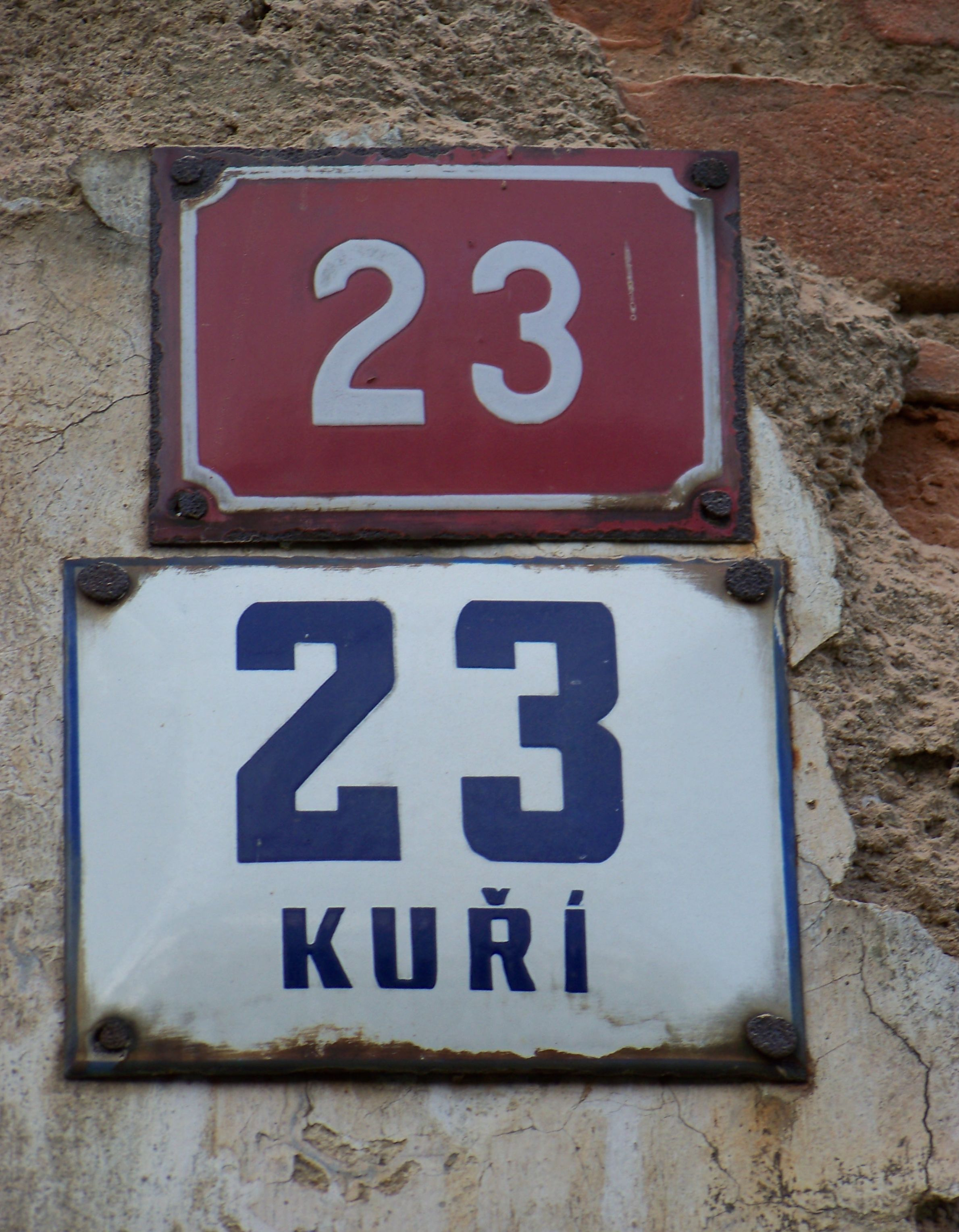
Dvě různá provedení popisného čísla v části Kuří města Říčany
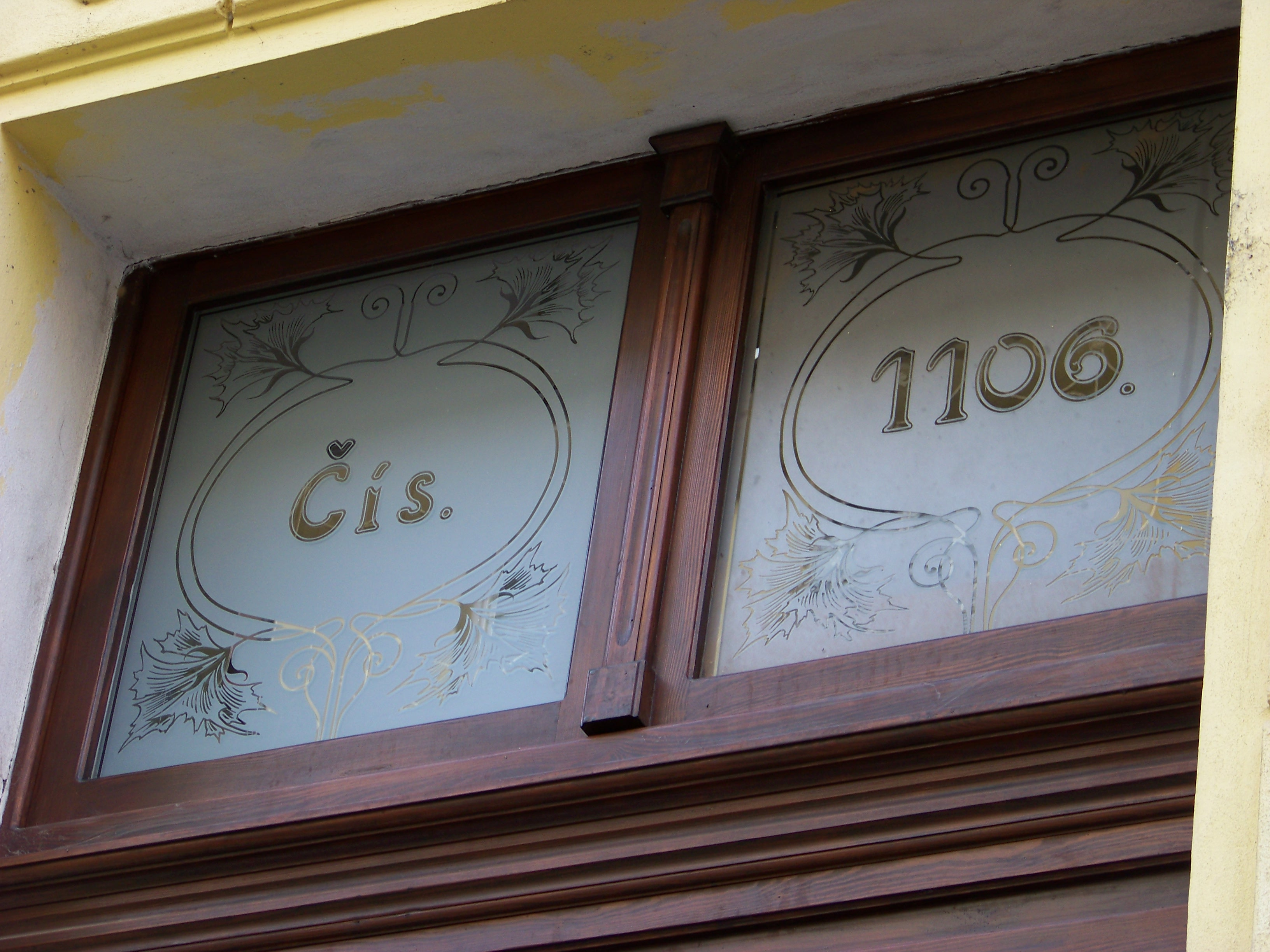
Číslo provedené leptáním na skle na pražském Žižkově
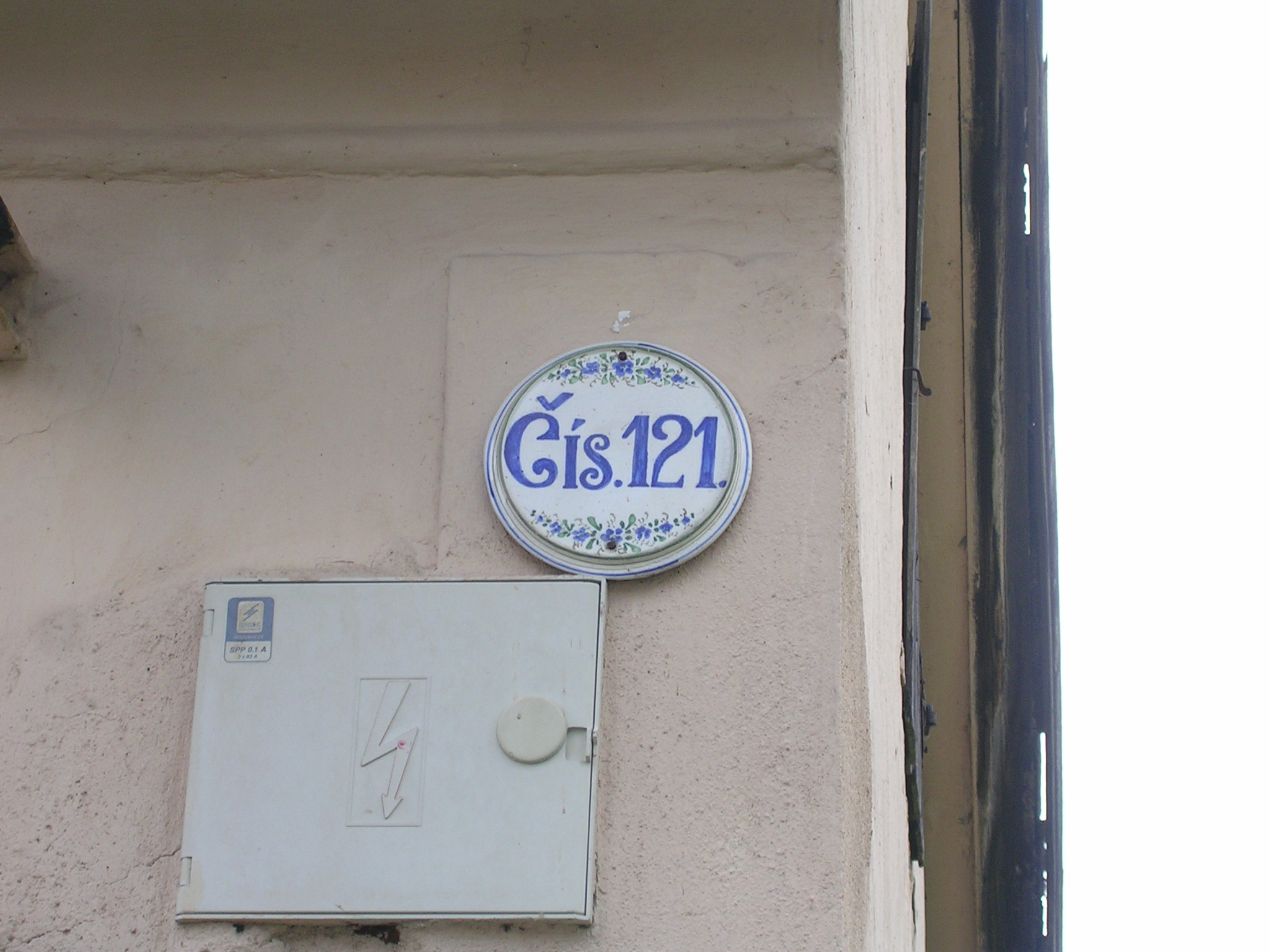
V Klikově jsou téměř všechna popisná čísla unikátními keramickými díly z místní keramičky
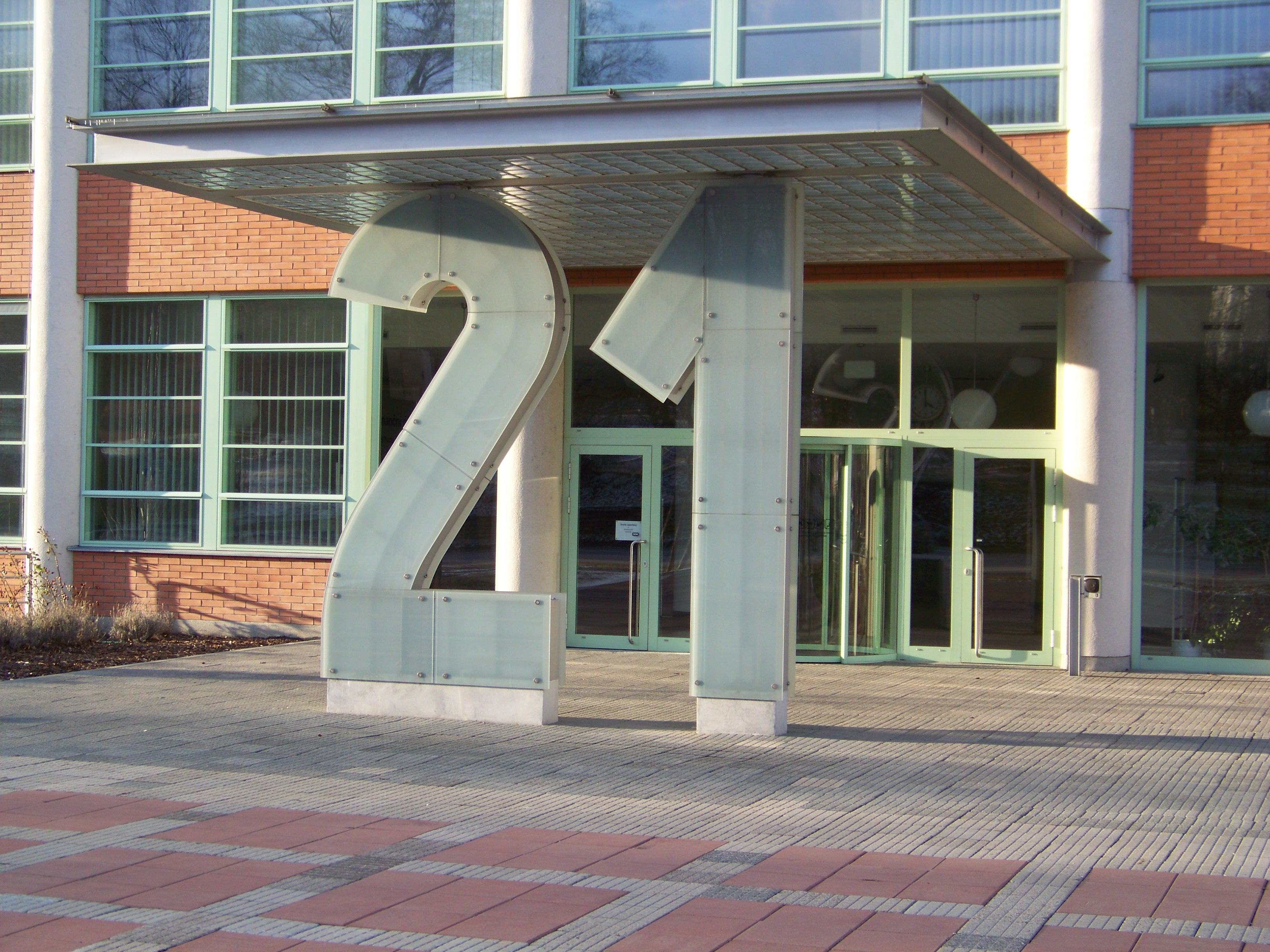
Baťův mrakodrap ve Zlíně získal nízké popisné číslo 21
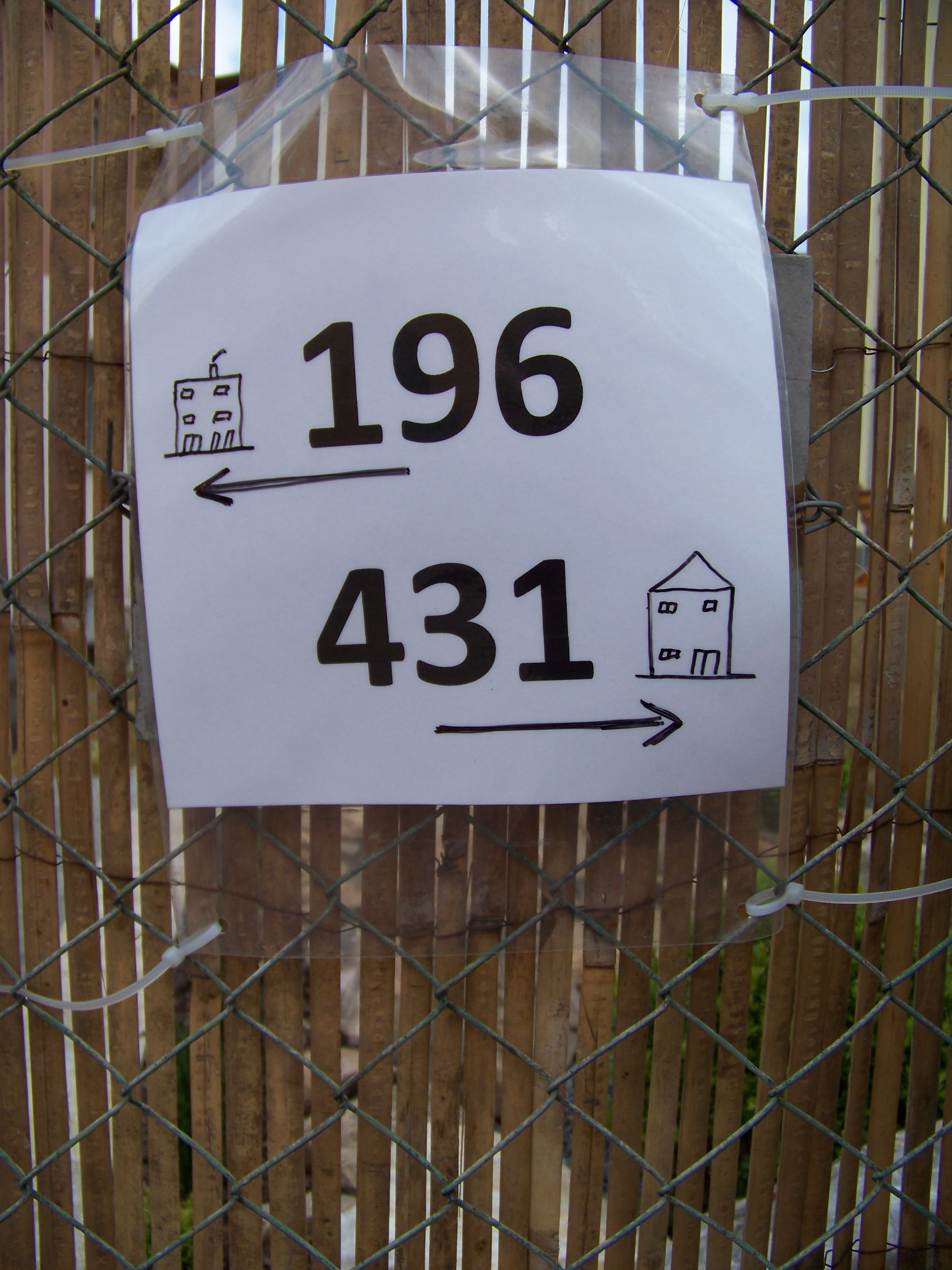
Improvizovaná popisná čísla novostaveb v Praze-Petrovicích